# Dusona tricolorator
Dusona tricolorator är en stekelart som beskrevs av Aubert 1970. Dusona tricolorator ingår i släktet Dusona och familjen brokparasitsteklar. Inga underarter finns listade i Catalogue of Life.